# Siebenbürgisch-Ungarischer Verband
Der Siebenbürgisch-Ungarische Verband (ungarisch Erdélyi Magyar Szövetség (EMSZ); rumänisch Alianța Maghiară din Transilvania (AMT)) ist eine politische Partei in Rumänien, die sich für die Interessen der ungarischen Minderheit des Landes einsetzt. Der Vorsitzende ist Zoltan Zakariás.
Sie entstand am 1. November 2022 aus einer Vereinigung der Siebenbürgisch-Ungarischen Volkspartei und der Ungarischen Bürgerpartei, die beide wiederum als Opposition zu der von ungarischen Aktivisten als zu gemäßigt empfundenen Demokratischen Union der Ungarn in Rumänien gegründet worden waren. Bereits vor dem Jahre 2022 arbeiteten die Volkspartei und die Bürgerpartei in einer Wahlallianz, die am 18. Jänner 2020 gegründet worden war, blieben aber formal selbständig.
Wie die Vorgängerparteien arbeitet der Siebenbürgisch-Ungarische Verband auf eine Autonomie der mehrheitlich ungarischen Gebiete Siebenbürgens hin, die von ethnische Rumänen vertretenden Parteien abgelehnt wird.